# Ray Lockrem
Ray Lockrem, né le 20 novembre 1911 et mort le 18 décembre 1951,est un artiste de décor d'animation américain ayant travaillé pour les studios Disney.

## Filmographie
- 1937 : Blanche-Neige et les Sept Nains
- 1940 : Pinocchio
- 1940 : Fantasia, séquence Une Nuit sur le Mont Chauve et Ave Maria
- 1941 : Le Dragon récalcitrant (non crédité)
- 1941 : Dumbo décors